# Очитник видный
Очитник видный (лат. Hylotelephium spectabile) — многолетнее травянистое растение семейства Толстянковые (Crassulaceae) родом из Китая и Кореи. В литературе часто встречается под старым наименованием очиток видный (лат. Sedum spectabile), хотя в 1977 году японский ботаник Хидэаки Охба (大場秀章, Hideaki Ohba) произвёл ревизию группы Sedum, выделил из неё род Hylotelephium. Популярное неприхотливое декоративное садовое растение.

## Ботаническое описание
Очитник видный —  многолетнее корневищное травянистое растение, суккулент, достигает высоты от 30 до 50 см.
Листья расположенные в основном супротивно или по три в мутовках, матово-голубые, простые и более или менее клиновидные у основания; они имеют длину от 2,5 до 10 и ширину от 0,8 до 5 см. Край листа гладкий или зубчатый на кончике. Прилистники отсутствуют.
Цветки собраны в многоцветковое кистевидное соцветие шириной от 7 до 11 см. Гермафродитные, радиально-симметричные цветки имеют диаметр около 1 см и обычно пятичленные. Чашелистики около 1 см длиной. Лепестки (редко 5) в основном имеют длину от 6 до 8,5 миллиметров. Есть два круга тычинок длиной от 6 до 8 мм, которые значительно длиннее лепестков. Пыльники фиолетовые. Свободные плодолистики имеют длину около 3 мм. Стиль имеет длину около 1,2 мм. Этот автогамный вид опыляется насекомыми. Период цветения длится с августа по октябрь.
Образуются прямостоячие листовки, которые созревают с сентября по октябрь. Семена короткокрылатые.
Очитник видный встречается на северо-востоке Китая и в Корее на каменистых и гравийных полях.
Первое описание Sedum spectabile было сделано Александром Боро в 1866 году. В 1977 Хидэаки Охба в Bot.Mag. 90:46, Tokyo, поместил этот вид в новый род Очитник (Hylotelephium), который насчитывал около 33 видов.

## Использование
Очитник видный часто используют как декоративное растение на многолетних клумбах и бордюрах, как срезку и как кормовое растение для пчёл.
Он был завезен во Францию в середине 1860-х годов. В 1868 году растение, часто ошибочно называемое Sedum fabaria, было передано в Англию и Германию и коммерциализировано через рыночные питомники. Есть много сортов.
Сорт 'Brilliant'  получил награду Королевского садоводческого общества Award of Garden Merit в 1993 году. 

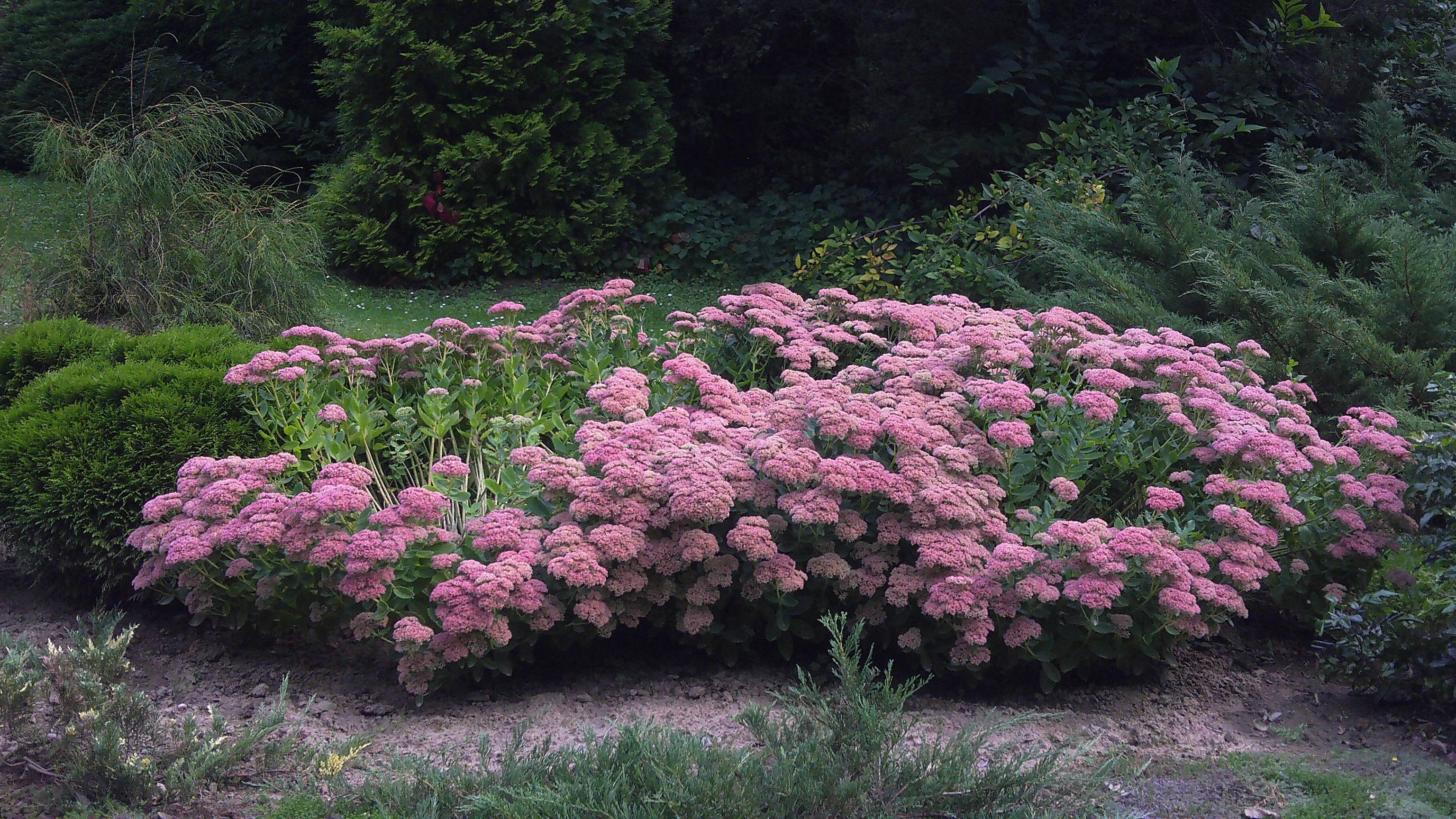
Очитник видный в Ботаническом саде университета Марии Склодовской-Кюри в Люблине, Польша

Широко используется в декоративных клумбах, в частности в альпинариях, легко выращивается в горшках, особенно в Китае, где это растение очень распространено. Соцветия используются флористами для составления букетов. Это солнцелюбивое, засухоустойчивое, морозостойкое растение (до -15 °C при полном укоренении). Подходит для выращивания на полном солнце или в полутени. Что касается требований к почве, он, как правило, гибкий и хорошо себя чувствует на суглинистых, песчаных или глинистых почвах, а также на нейтральных, слабокислых или слабощелочных почвах. Этот очитник размножается делением весной, легко черенкуется.